# Musikverlag Alfred Läuterer
Der Musikverlag Alfred Läuterer war ein von 1887 bis 1904 in München agierender Musikverlag.

## Geschichte
Der Inhaber Alfred Läuterer führte zunächst in Ansbach (1883–1887) und ab 1887 in München eine Musikalienhandlung mit angeschlossenem Musikverlag. Der Verlag war auf die Herausgabe von Märschen für Blasorchester oder für Klavier sowie auf die Herausgabe von Tänzen und Liedern spezialisiert. Die lokalen Komponisten Carl Ebner (1857–1930) und Alois Kugler erschienen häufig im Repertoire des Verlages. Viele der herausgegebenen Werke wie Kuglers Münchener Hofbräuhaus-Marsch zeichneten sich durch einen starken Lokalcharakter aus. Das Unternehmen wurde 1892 an den Musikverlag Josef Aibl verkauft und wurde mit dessen Verkauf 1904 Teil der Universal Edition Wien.